# Chinameca Sporting Club
Pour les articles homonymes, voir Chinameca.
Le Chinameca Sporting Club (désormais appelé Chacarita Juniors), est un club de football salvadorien, basé à San Miguel.
Le club, fondé en 1914, est le premier vainqueur du championnat du Salvador en 1927.